# Alekséi Edrikhin
Alekséi Efímovich Edrikhin (en ruso: Алексей Ефимович Едрихин) (5 de marzo de 1867 - 16 de septiembre de 1933) fue un militar del Imperio ruso que ejerció una gran influencia en el pensamiento geoestratégico del país.

## Biografía
Nacido el 5 de marzojul./ 17 de marzo de 1867greg. cerca de Minsk, actual Bielorrusia, a los diecisiete años se unió voluntariamente al 120.º regimiento Sérpujov sabiendo solo leer y contar (tenía apenas cuatro años de educación formal). Dos años más tarde entró en la Escuela de Infantería de Vilna, graduándose en 1888. Nueve años después era teniente y tras pasar varios exámenes pudo entrar en la Academia Nicolaievsky del Estado Mayor General. En 1899 participó en la segunda guerra bóer a favor de los colonos con permiso del ministro de Guerra Alekséi Kuropatkin. Fue durante esta experiencia que él tomó el seudónimo de A.E. Vandam (cirílico: Вандам) para publicar su obra Cartas desde Transvaal en el periódico Nóvoye Vremia.
Al volver a Rusia trabajó en la Oficina de Intendencia del Estado Mayor, una fachada del servicio de inteligencia zarista, siendo enviado a la China imperial durante la guerra ruso-japonesa como agente militar porque sabía hablar chino. Durante la Primera Guerra Mundial llegó a ser coronel del Estado Mayor General del distrito militar de Kiev, uniéndose brevemente al movimiento blanco después del estallido de la revolución rusa. Finalmente, en 1919 se exilio en Estonia, en cuya capital murió el 3 de septiembrejul./ 16 de septiembre de 1933greg., aunque sus restos descansan en el cementerio ruso de la catedral Alejandro Nevski en Sofía.

## Pensamiento e influencia
La editorial Suvorin de San Petersburgo publicó su primer trabajo en 1912, Nuestra situación, y al año siguiente La forma más alta de arte. Pocos conocidos por el público general, en ambos explica la geoestretegia como una política constante guiada por necesidades permanentes de los países que rigen sus relaciones internacionales y hace un llamado a detectar aquellas fuerzas que se interponen en la consecución de estos objetivos. También establece una ley evolutiva de supervivencia que explicaría los conflictos entre estados, a los que comprende como un «gran juego» donde gana el más previsor y astuto.
La ubicación geográfica, el clima, la disponibilidad de recursos estratégicos y la capacidad de mantener una dirección clara en política exterior a pesar de los cambios de gobierno son determinantes para la formación de estas necesidades. El papel del Estado debe ser mantener vigilado a su pueblo, determinar cuáles decisiones son mejores para el bien común y usar los recursos disponibles para eliminar los obstáculos para conseguir sus metas, que en el caso ruso, siempre ha sido el acceso libre a los grandes mares cálidos, rompiendo su tradicional aislamiento en el frío centro euroasiático.

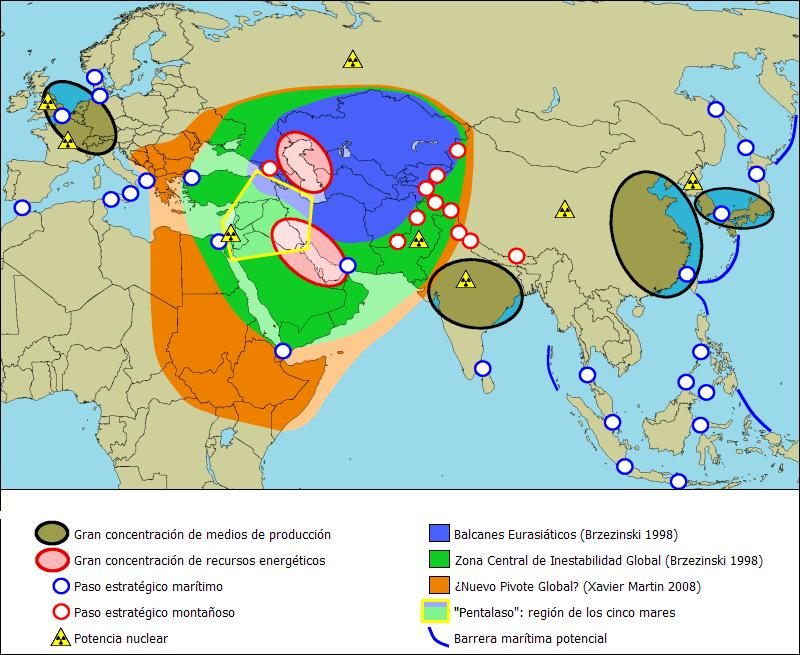
Mapa geopolítico de Eurasia, se muestran los principales pasos marítimos y montañosos, las zonas de conflictos y las más ricas en recursos y las potencias nucleares.

Por ejemplo, Rusia, por su ubicación geográfica esta condenada a quedar enclaustrada y pobre, de ahí que debe buscar tener acceso directo a los grandes océanos y zonas más cálidas. Edrikhin dice que los rusos siempre tendrán que empujar hacia el sur y al este, llegando a lamentar la venta de Alaska como una oportunidad perdida para expandirse por el océano Pacífico. También critica la falta de visión de líderes rusos anteriores, que no conquistaron la cuenca del río Amur cuando tuvieron la ocasión, pudiendo haber tenido acceso directo al mar Amarillo y volverse hegemones de Asia y el Pacífico, como los británicos lo eran del Atlántico o los estadounidenses de América, países que consideraba predestinados a convertirse en oponentes de Moscú.
A la vez, considera que los rusos son el único obstáculo real a la dominación mundial por parte de los anglosajones, pronosticando un enfrentamiento para mediados del siglo XX que acabaría en una probable victoria anglo. En esto coincide con Alexis de Tocqueville, quien decía que rusos y norteamericanos surgieron al margen de las grandes naciones pero que habían prosperado y eran los únicos que crecían rápidamente sin encontrar límites naturales a su expansión. La diferencia radicaba en que los primeros crecían a costa de otros grandes países civilizados, lo que exigía un fuerte militarismo y una tendencia a la autocracia, donde el individuo era un súbdito.
En cambio, los segundos se expandían por grandes extensión poco pobladas por tribus, dejando el proceso a cargo de granjeros deseosos de hacerse con sus propias tierras, donde el individuo es libre de hacer su propia vida. Esos pueblos, tan dispares pero similares, estarían destinados a enfrentarse después de aliarse en destruir al último gran rival de su hegemonía, la Alemania Nazi.
También afirma que cualidades tales como previsión política y estratégica o la consistencia en mantener un curso político, demostradas por los anglosajones, son de sus principales ventajas sobre sus rivales. A veces considerado el padre de la geoestrategia rusa, llama a formar una alianza con Alemania y China (ambas telurocracias) con las que forman «un continente» continuo que podría resistir la dominación de los «insulares» anglosajones y, en menor medida, franceses y japoneses (talasocracias). En los últimos años del siglo XX ha sido rescatado del olvido por numerosos políticos y académicos rusos. También lamento la alianza con los anglofranceses en la Primera Guerra Mundial, mientras Rusia era vencida sus aliados triunfaron en el frente occidental y tal como predijó, hicieron poco por ayudar al zar cuando su régimen cayó.